# Пуслице
Пуслице су посластица од беланаца.

## О пуслицама
Међутим, још у 18. веку измислио их је чувени италијански кувар Гаспарини, који је своје прве пуслице направио у малом швајцарском месту Меиринген. Ово није његов оригинални рецепт, јер се италијанске пуслице праве тако што се пени од беланаца додаје врео сируп од шећера и оне су нешто мекше од наших, домаћих… Има и оних који пуслицама на врх стављају језгро ораха.

## Састојци
- 4 беланцета
- 250 г прах шећера
- Сок од пола лимуна
- Јестива боја (по жељи)

## Припрема
Беланца и шећер ставити у чинију са облим дном, а њу у суд на рингли са кипућом водом. Метлицом мешајте док се шећер не отопи, 3-4 минута. Беланца преручити у други одговарајући суд и мутити миксером 7-10 минута. Ако желите да направите пуслице у боји, додајте боју по жељи минут пре краја. Сипајте смесу у посластичарску кесу са одговарајућим звездастим наставком. Пуслице истискивати на плех који смо претходно покрили папиром за печење. Преко пуслица можете ставити шећер у боји, сецкане лешнике, орахе…. Пећи у загрејаној рерни на 100 °C  60 минута, али је битно да рерна буде одшкринута 2-3 cm. Након тог времена, искључити рерну, пуслице оставите унутра, а рерну отворите за још 2-3 cm и оставите да се скроз охладе.